# Argyrolobium marginatum
Argyrolobium marginatum är en ärtväxtart som beskrevs av Harry Bolus. Argyrolobium marginatum ingår i släktet Argyrolobium och familjen ärtväxter. Inga underarter finns listade i Catalogue of Life.